# Iglesia de San Martín (Berástegui)
La iglesia de San Martín es un inmueble de la localidad española de Berástegui, en la provincia de Guipúzcoa.

## Descripción
El edificio se encuentra en la localidad española de Berástegui, perteneciente a la provincia de Guipúzcoa, en la comunidad autónoma del País Vasco. Se menciona como iglesia parroquial del lugar en el Diccionario histórico-geográfico-descriptivo de los pueblos, valles, partidos, alcaldías y uniones de Guipúzcoa (1862) de Pablo de Gorosábel, donde aparece descrita con las siguientes palabras:

se halla servida por un rector y tres beneficiados, cuya presentacion pertenece á la villa su patrona
(Gorosábel, 1862, p. 107)